# Clarence Campbell

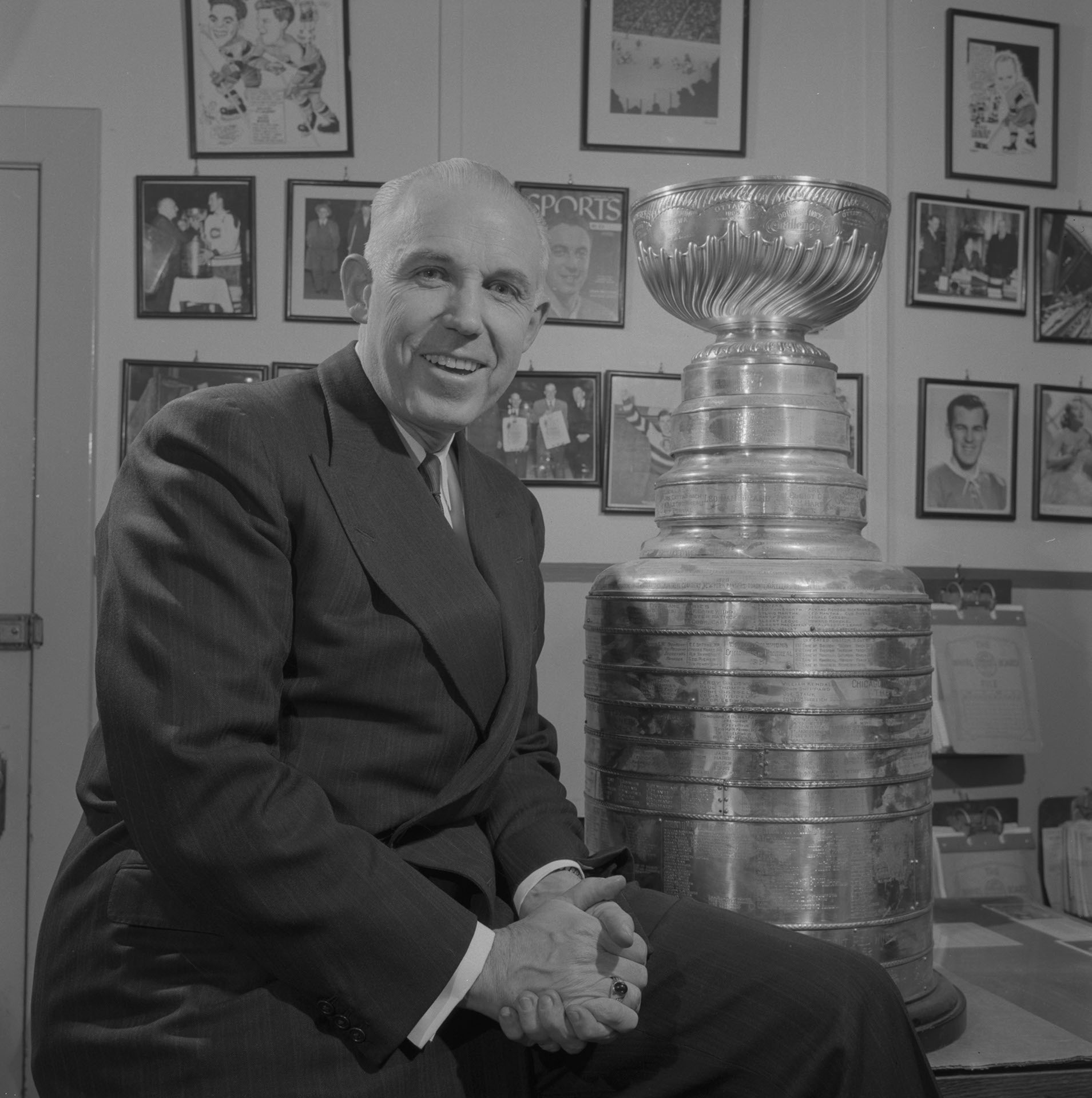
Clarence Campbell, con la Stanley Cup en 1957.

Clarence Sutherland Campbell (9 de julio de 1905 - 24 de junio de 1984) fue un árbitro canadiense de hockey sobre hielo, que ejerció como presidente de la National Hockey League entre 1946 y 1977. Durante su mandato, la NHL inició su expansión a otras ciudades norteamericanas.

## Biografía
Campbell nace en Fleming, Saskatchewan. Durante su juventud se graduó en derecho por la Universidad de Alberta en 1924 y estudió seis años en la Universidad de Oxford, donde jugó con el equipo de hockey sobre hielo universitario. Sin embargo, comenzó a interesarse por el arbitraje.
Desde 1936 hasta 1939 ejerció como árbitro en la NHL. Tras retirarse, el presidente de la NHL, Frank Calder, permitió que Campbell trabajara con él, con la intención de nombrarle como sucesor de su cargo en la Liga Nacional. Pero estalló la Segunda Guerra Mundial, y Campbell se alistó en las Fuerzas Armadas de Canadá, donde llegó a ascender a teniente coronel. Durante la Guerra, Calder falleció y la liga nombró a Red Dutton como su nuevo presidente. Sin embargo, Dutton renunció cuando Campbell regresó a Canadá, ofreciéndole el puesto en 1946.
Durante su mandato como presidente trató de demostrar una fuerte autoridad. Aumentó el número de partidos de la liga regular, pasando de 50 a 70, inició un plan de pensiones y tuvo que enfrentarse a las negativas de los clubes para iniciar una expansión. También resultó inflexible con las sanciones, cuando suspendió en 1955 a Maurice Richard, de los Canadiens de Montréal, durante el resto de la temporada por agredir a un lineman. El suceso llegó a más durante un partido del equipo de Quebec ante los Red Wings, en el que la presencia de Campell derivó en disturbios por parte de los aficionados, que llevaron a suspender el encuentro.
Campbell fue también el impulsor de la expansión de 1967, que dobló el número de equipos en la NHL. Para evitar que su campeonato perdiera terreno frente a otras ligas como la Western Hockey League, el presidente otorgó varias franquicias de expansión hacia el Oeste de Estados Unidos, a pesar de contar con la oposición de los Original Six. Al término de 1974, el campeonato contaba ya con dieciocho nuevas formaciones. Los equipos decidieron donar en su honor un trofeo, el Clarence S. Campbell Bowl, que premiaba al mejor equipo al término de la liga regular en la Conferencia Oeste. En 1966 ingresó en el Salón de la Fama del Hockey, y en 1972 recibió el Lester Patrick Trophy.
En 1977 Clarence Campbell deja el cargo de presidente por enfermedad, siendo sucedido por John Ziegler. Campbell falleció el 24 de junio de 1984.